# Achatocarpus microcarpus
Achatocarpus microcarpus är en tvåhjärtbladig växtart som beskrevs av Schinz och Autran. Achatocarpus microcarpus ingår i släktet Achatocarpus och familjen Achatocarpaceae. Inga underarter finns listade i Catalogue of Life.